# Anomala corrugata
Anomala corrugata är en skalbaggsart som beskrevs av Bates 1866. Anomala corrugata ingår i släktet Anomala och familjen Rutelidae. Inga underarter finns listade i Catalogue of Life.